# 罗妙真站
罗妙真站是位于四川省广元市青川县罗妙真村的一个铁路车站，邮政编码628006。车站建于1962年，有宝成铁路经过该站，现仅办货运业务，不办理客运业务，车站其上下行区间均已电气化，共有3条股道。车站距离宝鸡站423公里，隶属成都铁路局，是四等站。本站的所在地因温江县出身的明末湖广武昌府知府罗福通之独生女罗妙真而得名。